# Julia Eriksson
Julia Eriksson (n. 7 iulie 1994, în Göteborg) este o handbalistă din Suedia care joacă pentru clubul IK Sävehof pe postul de intermediar stânga. Eriksson a participat cu echipa sa în sezonul 2015-2016 al Ligii Campionilor EHF, cu care a ajuns până în grupele principale. Pe 21 februarie 2016, ea a fost declarată handbalista etapei a patra a grupelor principale de către ehfTV, postul de televiziune oficial al EHF.
Pe 5 aprilie 2016, Federația Europeană de Handbal a nominalizat-o pe Eriksson printre cele mai bune jucătoare tinere ale competiției.